# Trang viên tại Choryń
Trang viên tại Choryń (tiếng Ba Lan: Dwór w Choryni) tọa lạc ở làng Choryń, thuộc gmina Kościan, huyện Kościan.

## Lịch sử của trang viên
Vào đầu thế kỷ 16 và 17, ngôi làng Choryń thuộc tài sản của dòng họ Bojanowski, Poniecki và sau đó là Śliwnicki. Vào cuối thế kỷ 17, ngôi làng được gia đình Kotwicz mua lại. Chủ sở hữu tiếp theo thuộc dòng họ Szołdrscy, Piotr Drwęski, Taczanowski, Franciszka.
Vào thế kỷ 19, Tướng Edmund Taczanowski sở hữu trang viên cho đến năm 1939.

## Kiến trúc của trang viên
Trang viên xây dựng từ đầu thế kỷ 18 và 19, thuộc dòng họ Drwęski.
Đây là công trình theo trường phái cổ điển được bao quanh bởi một công viên cảnh quan nhỏ. Khu vườn này hiện nay không còn. Vào thế kỷ 19, trang viên được mở rộng thêm hai tòa nhà ở tầng trệt.
Các viền, góc của công trình được trang trí chạm khắc nổi.